# Narwana
Narwana è una città dell'India di 50.659 abitanti, situata nel distretto di Jind, nello stato federato dell'Haryana. In base al numero di abitanti la città rientra nella classe II (da 50.000 a 99.999 persone).

## Geografia fisica
La città è situata a 29° 37' 0 N e 76° 7' 0 E e ha un'altitudine di 213 m s.l.m..

## Società

### Evoluzione demografica
Al censimento del 2001 la popolazione di Narwana assommava a 50.659 persone, delle quali 27.218 maschi e 23.441 femmine. I bambini di età inferiore o uguale ai sei anni assommavano a 7.138, dei quali 4.066 maschi e 3.072 femmine. Infine, coloro che erano in grado di saper almeno leggere e scrivere erano 31.910, dei quali 19.146 maschi e 12.764 femmine.